# Turnabout Glacier (glaciär i Antarktis)
Turnabout Glacier är en glaciär i Antarktis. Den ligger i Östantarktis. Nya Zeeland gör anspråk på området. Turnabout Glacier ligger 1 424 meter över havet.
Terrängen runt Turnabout Glacier är varierad. Trakten är obefolkad. Det finns inga samhällen i närheten.